# لاري هورنونغ
لاري هورنونغ هو لاعب هوكي الجليد كندي، ولد في 10 نوفمبر 1945 في Gravelbourg ‏ في كندا، وتوفي في 8 مايو 2001 في ريجاينا في كندا.

## وصلات خارجية
- لاري هورنونغ على موقع دوري الهوكي الوطني (الإنجليزية)
- لاري هورنونغ على موقع EliteProspects.com (الإنجليزية)
- لاري هورنونغ على موقع HockeyDB.com (الإنجليزية)
- لاري هورنونغ على موقع Hockey-Reference.com (الإنجليزية)